# Lijst van vulkanen in Indonesië

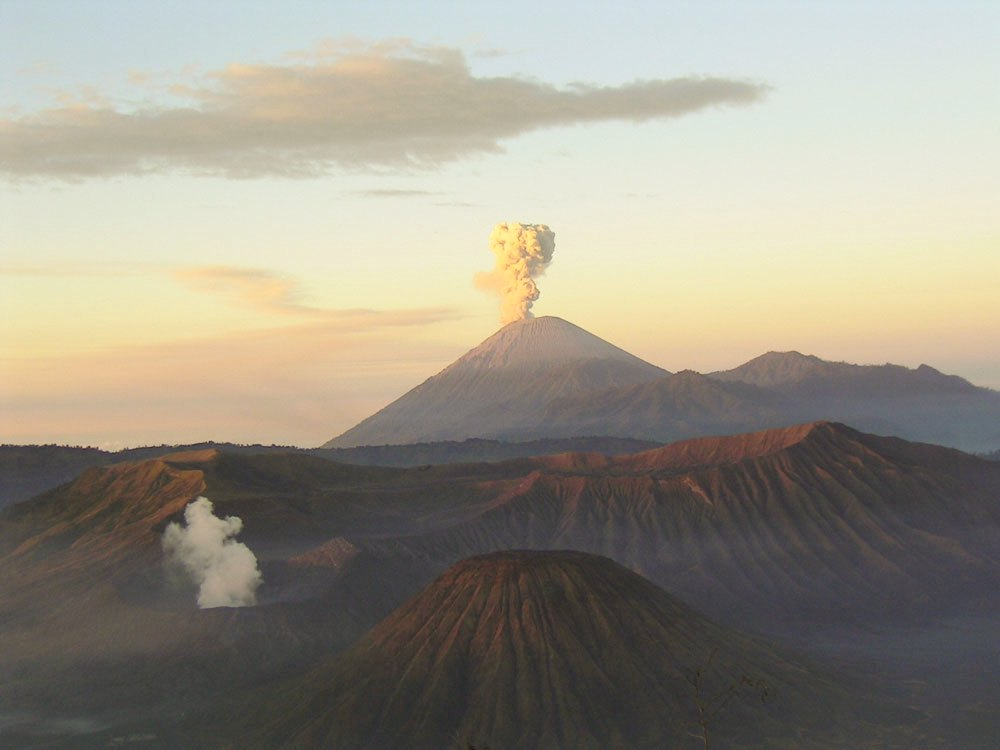
Oost-Java met de actieve Semeru op de achtergrond en de Bromo op de voorgrond.

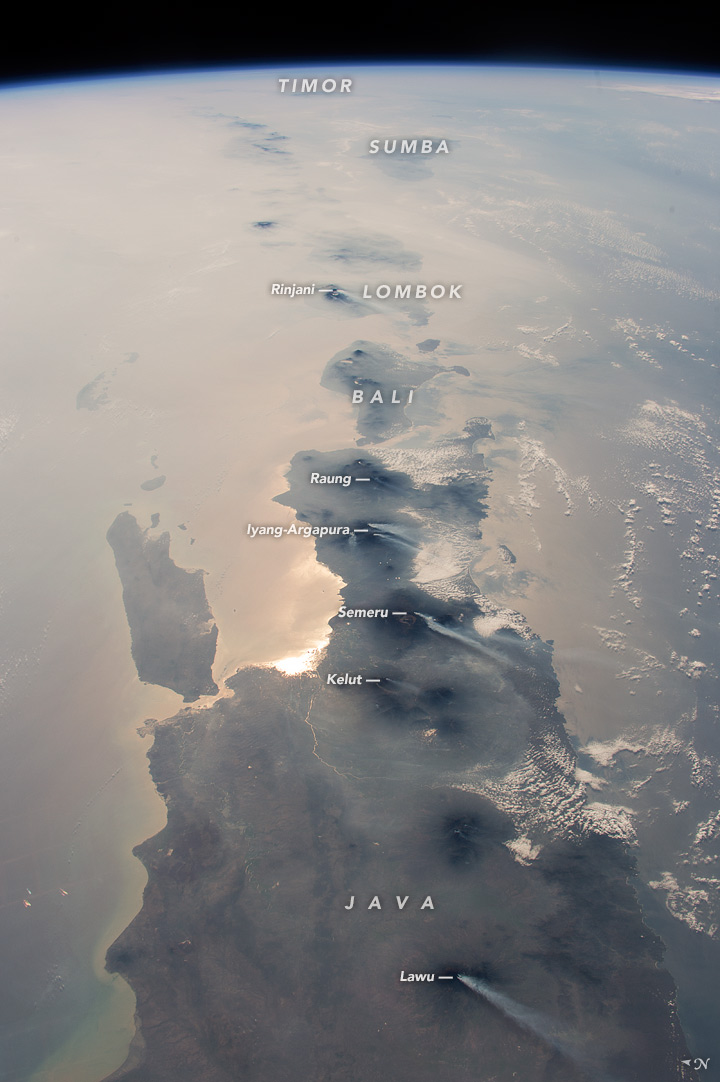
Eilanden van Oost-Indonesië vanuit ISS. Zes actieve vulkanen zijn zichtbaar: vijf in Oost-Java, en de Rinjani in Lombok.

De topografie van Indonesië wordt gedomineerd door vulkanen die zijn ontstaan door de subductie van de Euraziatische Plaat en de Indo-Australische plaat. Een aantal vulkanen is bekend om hun uitbarstingen, zoals de Krakatau vanwege de wereldwijde gevolgen in 1883, Toba om de supereruptie die ongeveer 74.000 BP plaatsvond en leidde tot een zesjarige vulkanische winter, en de Tambora vanwege de uitbarsting van 1815, de hevigste die is geregistreerd in de geschreven geschiedenis.
De vulkanen van Indonesië maken deel uit van de Pacifische Ring van Vuur. De 150 vulkanen in onderstaande lijst zijn gegroepeerd in zes geografische regio's, waarvan er vier horen tot de Soendaboog en het Soendatrog-systeem. De overige twee groepen zijn vulkanen van Halmahera en omliggende vulkanische eilanden enerzijds, en de vulkanen van Celebes en de Sangihe-eilanden anderzijds. Deze laatste groep vormt een vulkanische boog samen met de Filipijnse vulkanen.
De actiefste vulkanen zijn de Kelud en Merapi op Java, die samen verantwoordelijk zijn voor duizenden doden in de regio. Sinds het jaar 1000, is de Kelud meer dan 30 keer tot uitbarsting gekomen, waarvan de grootste een waarde van 5 op de vulkanische-explosiviteitsindex (VEI) bereikte, terwijl de Merapi meer dan 80 erupties heeft gehad in diezelfde periode. Vanwege zijn hoge vulkanische activiteit heeft de Internationale Vereniging van Vulkanologie en Chemie (IAVCEI) in 1995 besloten de Merapi op te nemen in de lijst van Vulkanen van het Decennium.
In 2012 waren er 127 actieve vulkanen in Indonesië en ongeveer 5 miljoen mensen die woonden of werkten binnen de gevarenzone van deze vulkanen. De zware aardbeving van 26 december 2004 heeft mogelijk geleid tot een verstoring van het patroon van vulkaanuitbarstingen. Zo wordt de eruptie van 2010 van de Sinabung, die sinds de jaren 1600 geen uitbarsting heeft gehad, gepresenteerd als een mogelijk voorbeeld van deze hypothese.

## Definitie en bronnen

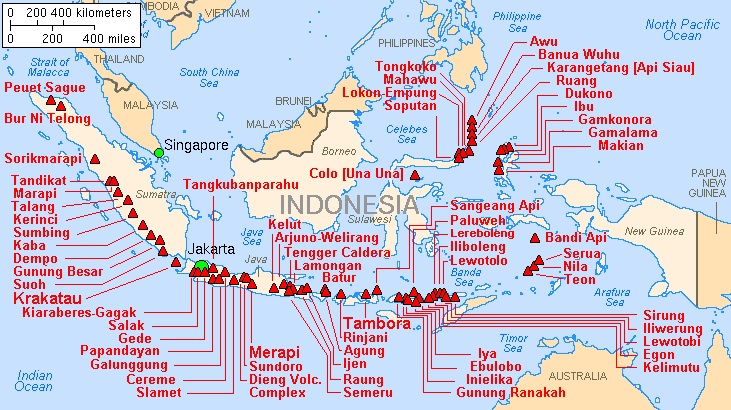
Locatie van de belangrijkste vulkanen in Indonesië.

Er bestaat geen eenduidige standaarddefinitie voor wat onder "vulkaan" dient te worden verstaan. Het kan worden gedefinieerd als een vulkanische uitgang of krater, een vulkanische kegel- of bergstructuur, of een vulkanisch veld. Ook kan de binnenkant van oude vulkanen dusdanig zijn geërodeerd, dat zich een nieuwe ondergrondse magmakamer vormt en daarmee een nieuwe afzonderlijke vulkaan. Een groot aantal van de nu actieve vulkanen zijn ontstaan als jonge parasitische kegels voortgekomen uit flankopeningen of een bestaande centrale krater. Sommige vulkaankegels zijn gegroepeerd onder een enkele vulkaannaam, zoals het Tenggercaldera-complex, ook al kent de lokale bevolking de verschillende vulkaankegels afzonderlijke namen toe. De status van een vulkaan, actief, slapend of uitgedoofd, kan niet altijd met zekerheid worden vastgesteld. Een indicatie voor die status wordt doorgaans bepaald aan de hand van historische gegevens, koolstofdatering of geothermische activiteit.
Deze lijst is voornamelijk ontleend aan het boek Volcanoes of the World, samengesteld door de vulkanologen Tom Simkin en Lee Siebert, waarin de vulkanen zijn opgenomen die in de laatste 10.000 jaar (Holoceen) actief zijn geweest. Voor Indonesië, hebben Simkin en Siebert gebruik gemaakt van een catalogus van actieve vulkanen uit de publicatiereeks van de International Association of Volcanology and Chemistry of the Earth's Interior (IAVCEI).
Hoewel de door Simkin en Siebert samengestelde lijst als de meest complete lijst van vulkanen in Indonesië kan worden beschouwd, varieert de nauwkeurigheid van de gegevens met betrekking tot recente vulkaanuitbarstingen en slachtoffers van regio tot regio. Aanvullende informatie is gebaseerd op de gegevens van het Volcanological Survey of Indonesia (VSI), een Indonesische overheidsinstelling die verantwoordelijk is voor het volgen van vulkanische activiteit en de mitigatie van geologische gevaren, en wetenschappelijke bronnen.

## Geografische groepen

### Sumatra

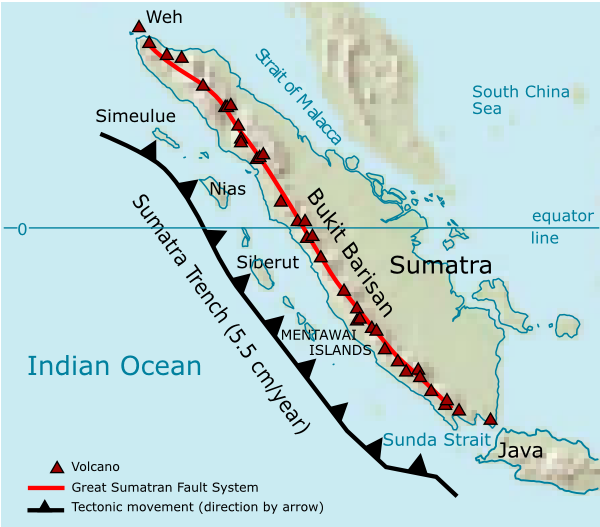
Kaart met de locatie van de vulkanen en geologische breuklijnen van Sumatra.

De geografie van Sumatra wordt beheerst door het Bukit Barisangebergte ("bukit barisan" betekent letterlijk: "heuvelrij" of "heuvellijn"), met de Kerinci (3.800 m) als hoogste top. De bergketen strekt zich 1.700 km uit van het noorden naar het zuiden van het eiland en is gevormd door de noordoostelijke beweging van de Australische Plaat die onder de Euraziatische Plaat schuift. De plaat beweegt met een convergentiesnelheid van 5,5 cm per jaar en dit subductieproces heeft grote aardbevingen veroorzaakt aan de westkant van Sumatra, waaronder de zware Sumatra-Andaman aardbeving van 2004. Deze tektonische beweging is niet alleen verantwoordelijk voor aardbevingen, maar heeft ook geleid tot de vorming van magmakamers onder het eiland.
Slechts een van de 35 actieve vulkanen, Weh, is gescheiden van het Sumatraanse vasteland. Deze afscheiding vond plaats gedurende het Pleistoceen, toen het na een grote vulkaanuitbarsting ontstane laagland tussen Weh en de rest van Sumatra door zeewater werd overspoeld. De grootste vulkaan op Sumatra is de supervulkaan Toba die zich in het Tobameer bevindt. Dit meer, met een omvang van 100 km bij 30 km, is ontstaan na het instorten van de enorme caldera die was gevormd door een "mega-kolossale" eruptie circa 74.000 jaar geleden. Deze eruptie had een waarde van 8 op de VEI-schaal, de hoogst mogelijke waarde van een vulkaanuitbarsting.
| Naam              | Vorm             | Hoogte (meters) | Laatste uitbarsting (VEI)    | Coördinaten                    |
| ----------------- | ---------------- | --------------- | ---------------------------- | ------------------------------ |
| Weh               | stratovulkaan    | 617             | Pleistoceen                  | 5° 49' 12" NB, 95° 16' 48" OL  |
| Seulawah Agam     | stratovulkaan    | 1.810           | 1839 (2)                     | 5° 26' 53" NB, 95° 39' 29" OL  |
| Peuet Sague       | complexe vulkaan | 2.801           | 25 december 2000 (2)         | 4° 54' 50" NB, 96° 19' 44" OL  |
| Geureudong        | stratovulkaan    | 2.885           | 1937                         | 4° 48' 47" NB, 96° 49' 12" OL  |
| Kembar            | schildvulkaan    | 2.245           | Pleistoceen                  | 3° 51' 0" NB, 97° 39' 50" OL   |
| Sibayak           | stratovulkaan    | 2.212           | 1881                         | 3° 13' 48" NB, 98° 31' 12" OL  |
| Sinabung          | stratovulkaan    | 2.460           | 8 augustus 2020-2 maart 2021 | 3° 10' 12" NB, 98° 23' 31" OL  |
| Toba              | supervulkaan     | 2.157           | -72.000                      | 2° 34' 48" NB, 98° 49' 48" OL  |
| Helatoba-Tarutung | fumaroleveld     | 1.100           | Pleistoceen                  | 2° 1' 48" NB, 98° 55' 48" OL   |
| Imun              | onbekend         | 1.505           | onbekend                     | 2° 9' 29" NB, 98° 55' 48" OL   |
| Sibualbuali       | stratovulkaan    | 1.819           | onbekend                     | 1° 33' 22" NB, 99° 15' 18" OL  |
| Lubukraya         | stratovulkaan    | 1.862           | onbekend                     | 1° 28' 41" NB, 99° 12' 32" OL  |
| Sorikmarapi       | stratovulkaan    | 2.145           | 1986 (1)                     | 0° 41' 10" NB, 99° 32' 20" OL  |
| Talakmau          | complexe vulkaan | 2.919           | onbekend                     | 0° 4' 44" NB, 99° 58' 48" OL   |
| Sarik-Gajah       | vulkaankegel     | onbekend        | onbekend                     | 0° 0' 29" NB, 100° 12' 0" OL   |
| Marapi            | complexe vulkaan | 2.891           | 5 augustus 2004 (2)          | 0° 22' 52" ZB, 100° 28' 23" OL |
| Tandikat          | stratovulkaan    | 2.438           | 1924 (1)                     | 0° 25' 59" ZB, 100° 19' 1" OL  |
| Talang            | stratovulkaan    | 2.597           | 12 april 2005 (2)            | 0° 58' 41" ZB, 100° 40' 44" OL |
| Kerinci           | stratovulkaan    | 3.800           | 22 juni 2004 (2)             | 1° 41' 49" ZB, 101° 15' 50" OL |
| Hutapanjang       | stratovulkaan    | 2.021           | onbekend                     | 2° 19' 48" ZB, 101° 35' 60" OL |
| Sumbing           | stratovulkaan    | 2.507           | 23 mei 1921 (2)              | 2° 24' 50" ZB, 101° 43' 41" OL |
| Kunyit            | stratovulkaan    | 2.151           | onbekend                     | 2° 35' 31" ZB, 101° 37' 48" OL |
| Pendan            | onbekend         | onbekend        | onbekend                     | 2° 49' 12" ZB, 102° 1' 12" OL  |
| Belirang-Beriti   | complexe vulkaan | 1.958           | onbekend                     | 2° 49' 12" ZB, 102° 10' 48" OL |
| Bukit Daun        | stratovulkaan    | 2.467           | onbekend                     | 3° 22' 48" ZB, 102° 22' 12" OL |
| Kaba              | stratovulkaan    | 1.952           | 22 augustus 2000 (1)         | 3° 31' 12" ZB, 102° 37' 12" OL |
| Dempo             | stratovulkaan    | 3.173           | oktober 1994 (1)             | 4° 1' 48" ZB, 103° 7' 48" OL   |
| Patah             | onbekend         | 2.817           | onbekend                     | 4° 16' 12" ZB, 103° 17' 60" OL |
| Bukit Lumut Balai | stratovulkaan    | 2.055           | onbekend                     | 4° 13' 48" ZB, 103° 37' 12" OL |
| Besar             | stratovulkaan    | 1.899           | april 1940 (1)               | 4° 25' 48" ZB, 103° 40' 12" OL |
| Ranau             | caldera          | 1.881           | onbekend                     | 4° 49' 48" ZB, 103° 55' 12" OL |
| Sekincau Belirang | caldera          | 1.719           | onbekend                     | 5° 7' 12" ZB, 104° 19' 12" OL  |
| Suoh              | caldera          | 1.000           | 10 juli 1933 (4)             | 5° 15' 0" ZB, 104° 16' 12" OL  |
| Hulubelu          | caldera          | 1.040           | 1836                         | 5° 20' 60" ZB, 104° 35' 60" OL |
| Rajabasa          | stratovulkaan    | 1.281           | 1798                         | 5° 46' 48" ZB, 105° 37' 30" OL |

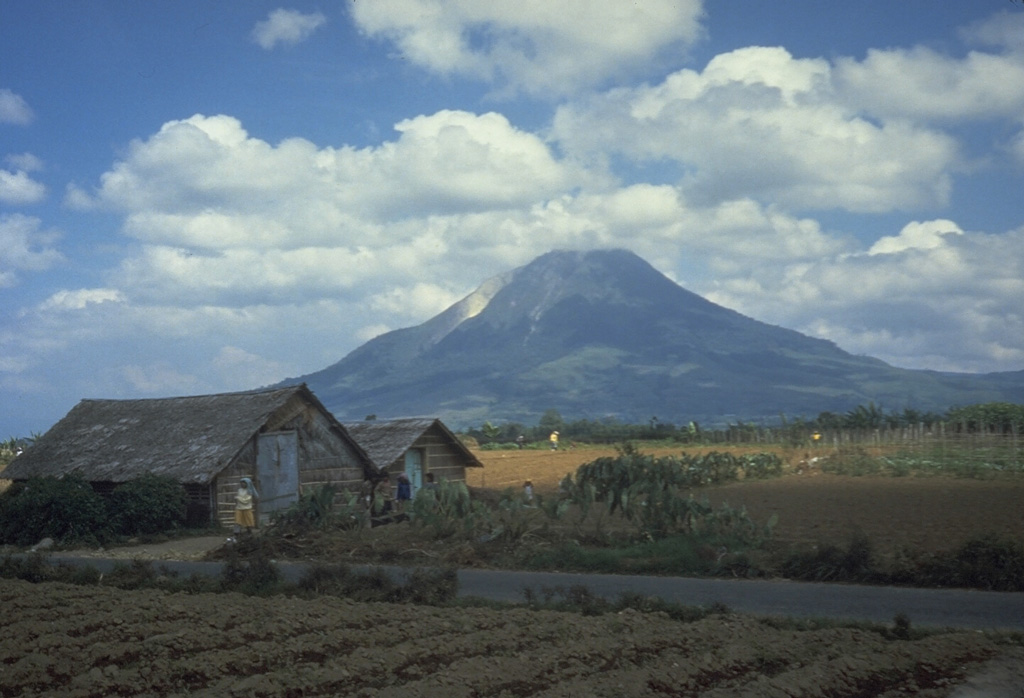
Sinabung
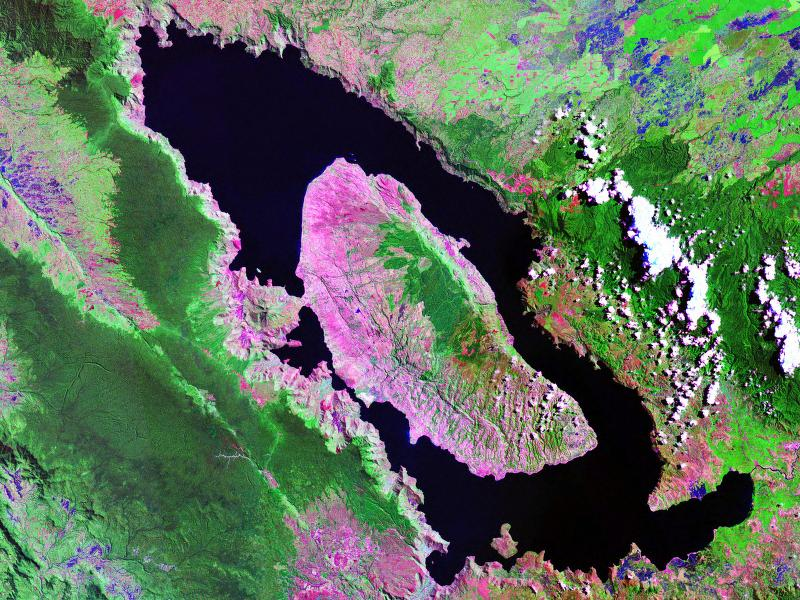
Satellietfoto van het Tobameer (Landsat)
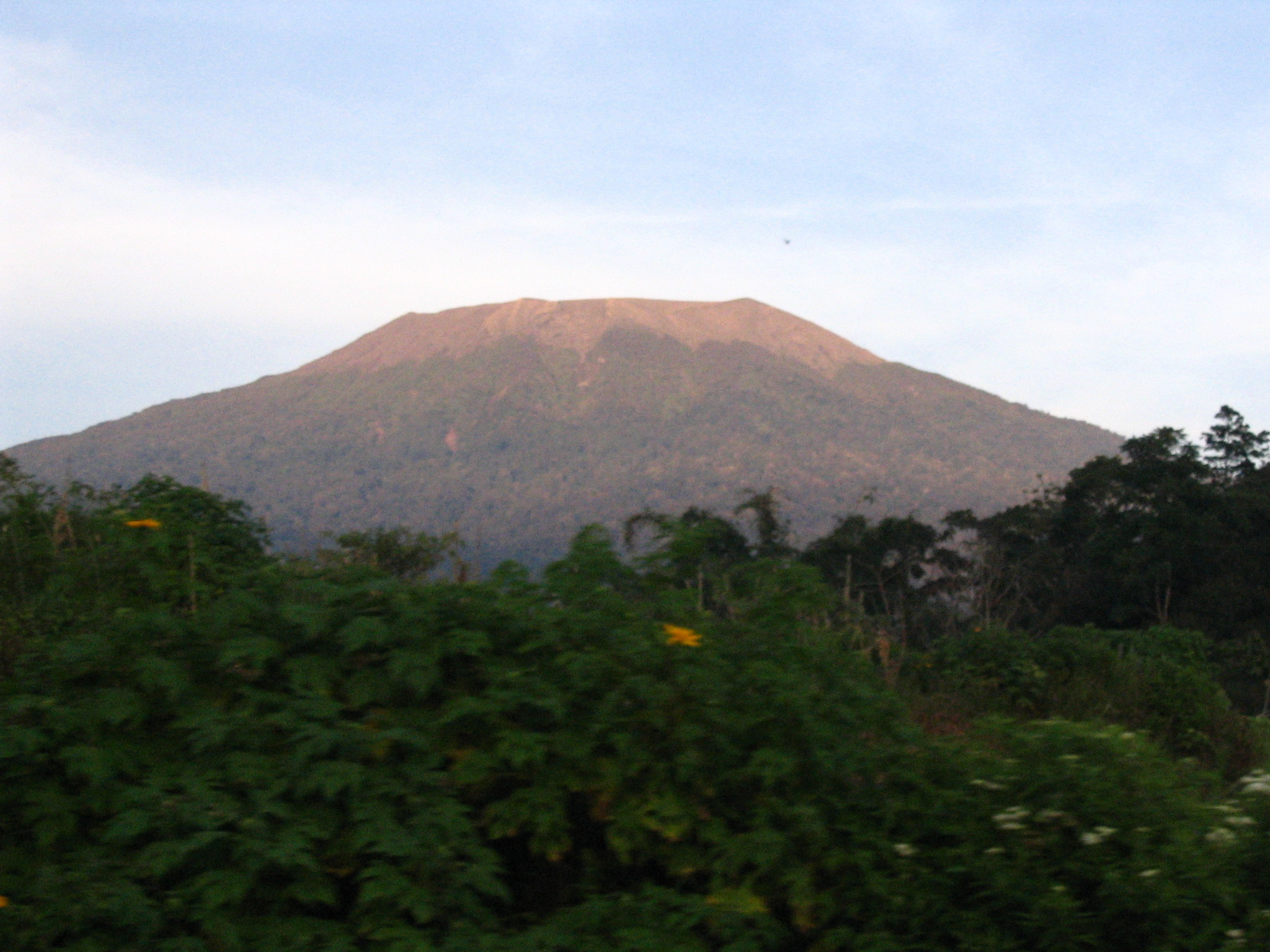
Marapi
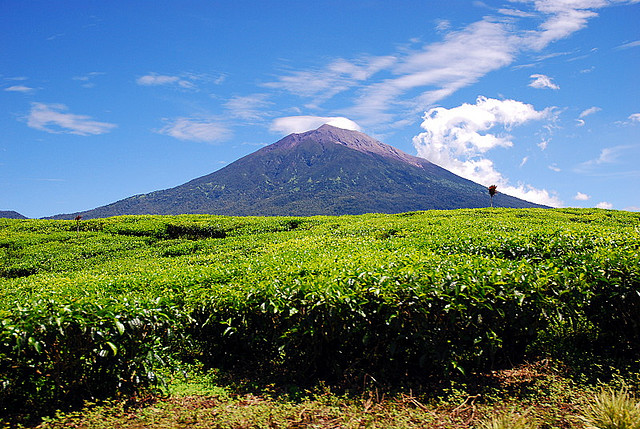
Kerinci, de hoogste berg op Sumatra

### Java en de Straat van Soenda
De Straat van Soenda is een zeestraat tussen Sumatra en Java. De Krakatau ligt tussen beide eilanden, in het midden van de Straat van Soenda. In 1883 vond er een grote explosieve vulkaanuitbarsting plaats die twee derde van het vulkaaneiland vernietigde en slechts een grote caldera onder het zeeoppervlak achterliet. Deze cataclysmische explosie was hoorbaar tot in het eiland Rodrigues in de buurt van Mauritius, op een afstand van ongeveer 4.800 km. In het midden van de caldera ontwikkelde zich later een nieuwe parasitische kegel, genaamd Anak Krakatau ("kind van Krakatau"), die in 1930 boven het zeeoppervlak rees. De boven zee uitstekende restanten van de Krakatau, volgend op de eruptie van 1883, vormen de eilandjes Sertung, Panjang en Rakata.
Hoewel Java kleiner is dan Sumatra, heeft het een hogere concentratie aan actieve vulkanen. Er zijn 45 actieve vulkanen op het eiland, zonder de 20 kleine kraters en vulkanische kegels van het Dieng-vulkaancomplex en de jonge vulkaankegels in het Tengger-calderacomplex mee te rekenen. De actiefste vulkanen op Java zijn de Merapi, Semeru en de Kelud. De Semeru is sinds 1967 ononderbroken in eruptie. De Merapi is sinds 1995 opgenomen in de lijst van Vulkanen van het Decennium. Ijen onderscheidt zich door een calderameer met een unieke turquoise kleur en een extreem hoge zuurgraad (pH<0,3). In onderstaande lijst zijn een aantal vulkanen gegroepeerd om hun onderlinge geografische nabijheid.
| Naam              | Vorm             | Hoogte (meters) | Laatste uitbarsting (VEI) | Coördinaten                    |
| ----------------- | ---------------- | --------------- | ------------------------- | ------------------------------ |
| Krakatau          | caldera          | 813             | 22 december 2018          | 6° 6' 7" ZB, 105° 25' 23" OL   |
| Pulosari          | stratovulkaan    | 1.346           | onbekend                  | 6° 20' 31" ZB, 105° 58' 30" OL |
| Karang            | stratovulkaan    | 1.778           | onbekend                  | 6° 16' 12" ZB, 106° 2' 31" OL  |
| Kiaraberes-Gagak  | stratovulkaan    | 1.511           | 6 april 1939 (1)          | 6° 43' 48" ZB, 106° 39' 0" OL  |
| Perbakti          | stratovulkaan    | 1.699           | onbekend                  | 6° 45' 0" ZB, 106° 40' 48" OL  |
| Salak             | stratovulkaan    | 2.211           | 31 januari 1938 (2)       | 6° 43' 12" ZB, 106° 43' 48" OL |
| Gede              | stratovulkaan    | 2.958           | 13 maart 1957 (2)         | 6° 46' 48" ZB, 106° 58' 48" OL |
| Patuha            | stratovulkaan    | 2.434           | onbekend                  | 7° 9' 36" ZB, 107° 24' 0" OL   |
| Wayang-Windu      | lavakoepel       | 2.182           | onbekend                  | 7° 12' 29" ZB, 107° 37' 48" OL |
| Malabar           | stratovulkaan    | 2.343           | onbekend                  | 7° 7' 48" ZB, 107° 39' 0" OL   |
| Tangkuban Perahu  | stratovulkaan    | 2.084           | 14 september 1983 (1)     | 6° 46' 12" ZB, 107° 35' 60" OL |
| Papandayan        | stratovulkaan    | 2.665           | 11 november 2002 (2)      | 7° 19' 12" ZB, 107° 43' 48" OL |
| Kendang           | stratovulkaan    | 2.608           | onbekend                  | 7° 13' 48" ZB, 107° 43' 12" OL |
| Kamojang          | stratovulkaan    | 1.730           | Pleistoceen               | 7° 7' 30" ZB, 107° 47' 60" OL  |
| Guntur            | complexe vulkaan | 2.249           | 16 oktober 1847 (2)       | 7° 8' 35" ZB, 107° 50' 24" OL  |
| Tampomas          | stratovulkaan    | 1.684           | onbekend                  | 6° 46' 12" ZB, 107° 57' 0" OL  |
| Galunggung        | stratovulkaan    | 2.168           | 9 januari 1984 (1)        | 7° 15' 0" ZB, 108° 3' 29" OL   |
| Talagabodas       | stratovulkaan    | 2.201           | onbekend                  | 7° 12' 29" ZB, 108° 4' 12" OL  |
| Karaha            | fumarole         | 1.155           | onbekend                  | 7° 7' 12" ZB, 108° 4' 48" OL   |
| Cereme            | stratovulkaan    | 3.078           | 1951                      | 6° 53' 31" ZB, 108° 24' 0" OL  |
| Slamet            | stratovulkaan    | 3.432           | 1 mei 1999 (1)            | 7° 14' 31" ZB, 109° 12' 29" OL |
| Dieng             | complexe vulkaan | 2.565           | 31 december 1996 (1)      | 7° 12' 0" ZB, 109° 55' 12" OL  |
| Sundoro           | stratovulkaan    | 3.136           | 29 oktober 1971 (2)       | 7° 17' 60" ZB, 109° 59' 31" OL |
| Sumbing           | stratovulkaan    | 3.371           | 1730 (1)                  | 7° 23' 2" ZB, 110° 4' 12" OL   |
| Ungaran           | stratovulkaan    | 2.050           | onbekend                  | 7° 10' 48" ZB, 110° 19' 48" OL |
| Telomoyo          | stratovulkaan    | 1.894           | onbekend                  | 7° 22' 12" ZB, 110° 24' 0" OL  |
| Merbabu           | stratovulkaan    | 3.145           | 1797 (2)                  | 7° 27' 0" ZB, 110° 25' 48" OL  |
| Merapi            | stratovulkaan    | 2.968           | 26 oktober 2010 (4)       | 7° 32' 31" ZB, 110° 26' 31" OL |
| Muria             | stratovulkaan    | 1.625           | 160 v.Chr. ± 300 jaar     | 6° 37' 12" ZB, 110° 52' 48" OL |
| Lawu              | stratovulkaan    | 3.265           | 28 november 1885 (1)      | 7° 37' 30" ZB, 111° 11' 31" OL |
| Wilis             | stratovulkaan    | 2.563           | onbekend                  | 7° 48' 29" ZB, 111° 45' 29" OL |
| Kelud             | stratovulkaan    | 1.731           | 13 februari 2014 (4)      | 7° 55' 48" ZB, 112° 18' 29" OL |
| Kawi-Butak        | stratovulkaan    | 2.651           | onbekend                  | 7° 55' 12" ZB, 112° 27' 0" OL  |
| Ardjoeno-Welirang | stratovulkaan    | 3.339           | 15 augustus 1952 (0)      | 7° 43' 30" ZB, 112° 34' 48" OL |
| Penanggungan      | stratovulkaan    | 1.653           | onbekend                  | 7° 37' 12" ZB, 112° 37' 48" OL |
| Malangvlakte      | maar             | 680             | onbekend                  | 8° 1' 12" ZB, 112° 40' 48" OL  |
| Semeru            | stratovulkaan    | 3.676           | 2022                      | 8° 6' 29" ZB, 112° 55' 12" OL  |
| Tengger           | stratovulkaan    | 2.329           | 8 juni 2004 (2)           | 7° 56' 31" ZB, 112° 57' 0" OL  |
| Lamongan          | stratovulkaan    | 1.651           | 5 februari 1898 (2)       | 7° 58' 44" ZB, 113° 20' 31" OL |
| Lurus             | complexe vulkaan | 539             | onbekend                  | 7° 43' 48" ZB, 113° 34' 48" OL |
| Iyang-Argapura    | complexe vulkaan | 3.088           | onbekend                  | 7° 58' 12" ZB, 113° 34' 12" OL |
| Raung             | stratovulkaan    | 3.332           | 29 juni 2015 (?)          | 8° 7' 30" ZB, 114° 2' 31" OL   |
| Ijen              | stratovulkaan    | 2.799           | 28 juni 1999 (1)          | 8° 3' 29" ZB, 114° 14' 31" OL  |
| Baluran           | stratovulkaan    | 1.247           | onbekend                  | 7° 50' 60" ZB, 114° 22' 12" OL |

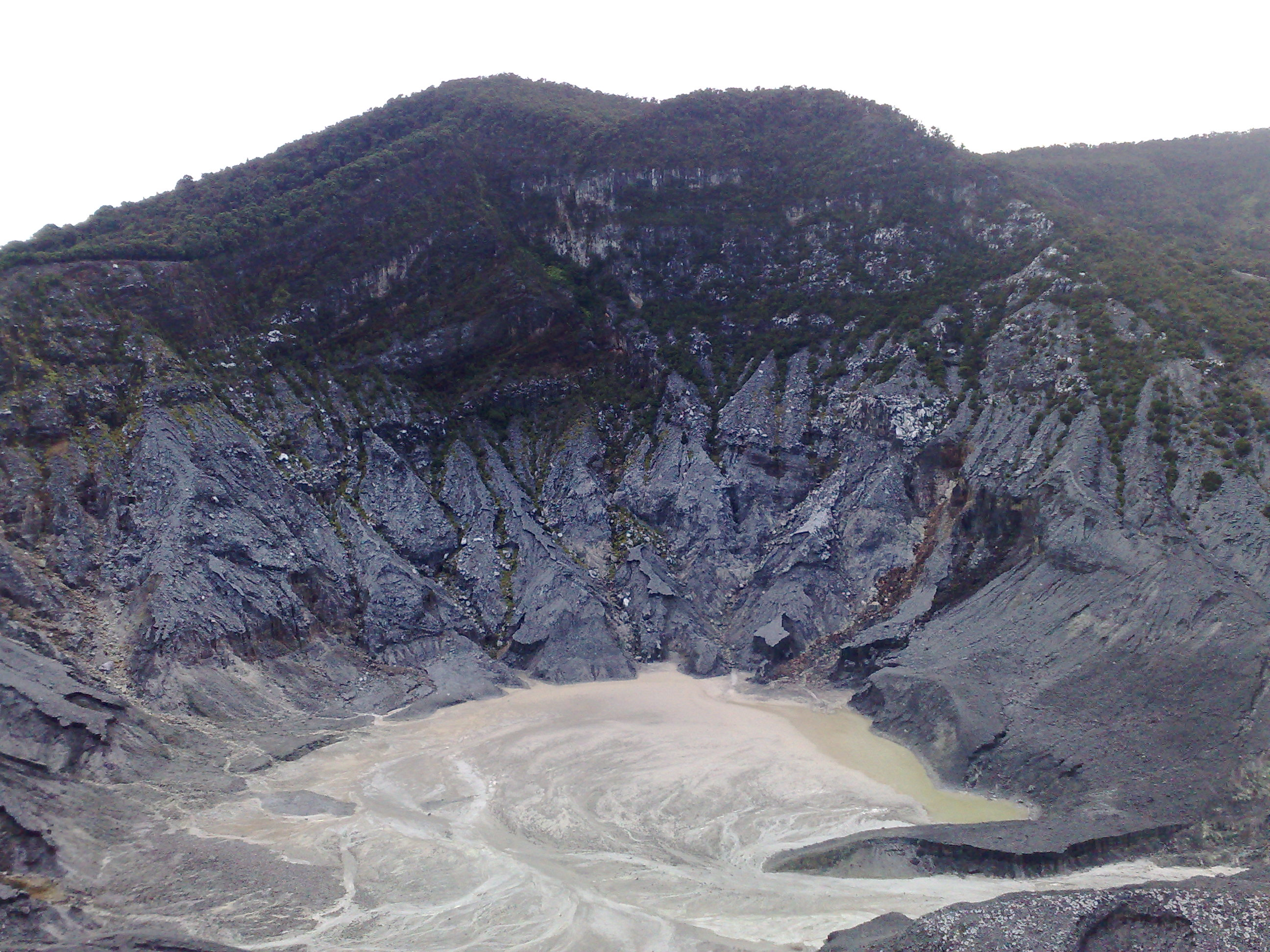
Bovenaanzicht van Tangkuban Perahu
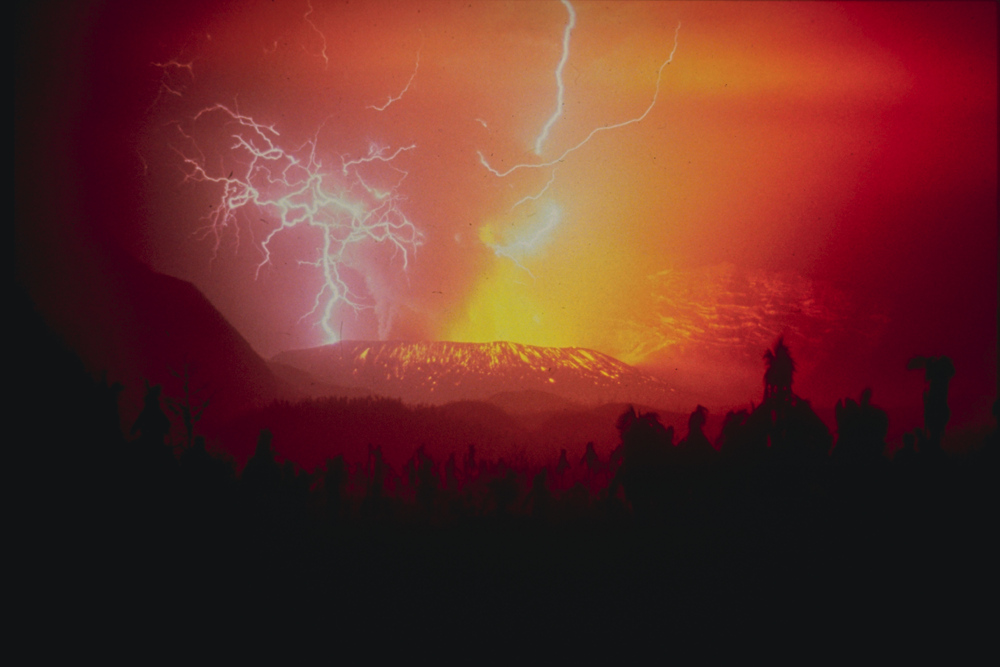
Bliksem tijdens de Galunggungeruptie van 1982
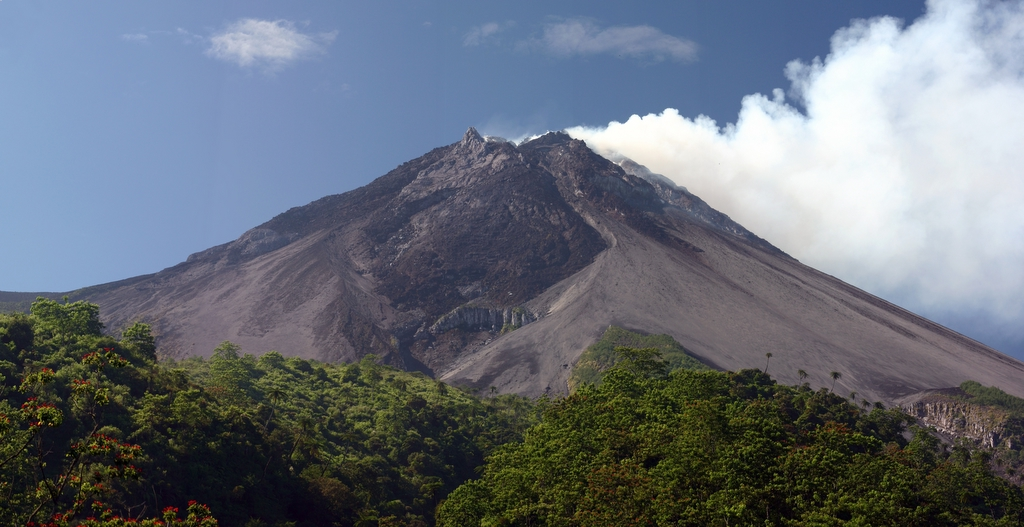
Merapi, de actiefste vulkaan van Indonesië
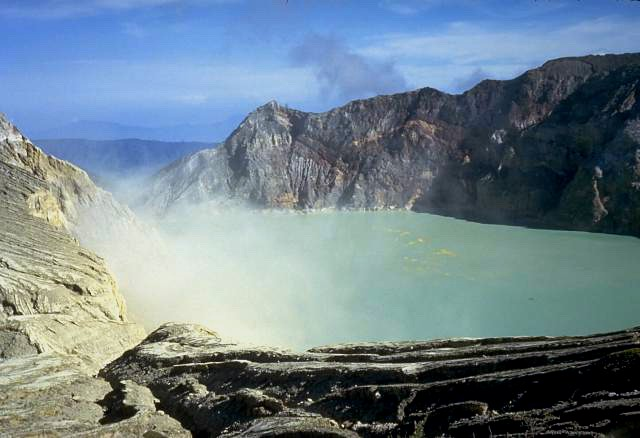
Het turquoisekleurige zwavelzuurmeer in de Ijencaldera

### Kleine Soenda-eilanden
De Kleine Soenda-eilanden vormen een kleine archipel, die van west naar oost bestaat uit de eilanden Bali, Lombok, Soembawa, Flores, Soemba en Timor; allen bevinden zich langs de rand van de Australische Plaat en de vulkanen in het gebied zijn ontstaan door subductie. Een aantal vulkanen vormen vulkaaneilanden, zoals Sangeang Api. De Tambora-eruptie van 5 april 1815, op het eiland Soembawa, had een waarde van 7 ("super-kolossaal") op de VEI-schaal en wordt beschouwd als de grootste vulkaanuitbarsting in de geschreven geschiedenis.
| Naam         | Eiland   | Vorm               | Hoogte (meters) | Laatste uitbarsting (VEI) | Coördinaten                    |
| ------------ | -------- | ------------------ | --------------- | ------------------------- | ------------------------------ |
| Merbuk       | Bali     | onbekend           | 1.386           | onbekend                  | 8° 13' 12" ZB, 114° 39' 0" OL  |
| Bratan       | Bali     | caldera            | 2.276           | onbekend                  | 8° 16' 48" ZB, 115° 7' 48" OL  |
| Batur        | Bali     | caldera            | 1.717           | 15 maart 1999 (1)         | 8° 14' 31" ZB, 115° 22' 30" OL |
| Agung        | Bali     | stratovulkaan      | 3.142           | 2019                      | 8° 20' 31" ZB, 115° 30' 29" OL |
| Samalas      | Lombok   | stratovulkaan      | 2.867           | 1257 (7)                  | 8° 24' 36" ZB, 116° 24' 0" OL  |
| Rinjani      | Lombok   | stratovulkaan      | 3.726           | 1 oktober 2004 (2)        | 8° 25' 12" ZB, 116° 28' 12" OL |
| Tambora      | Soembawa | stratovulkaan      | 2.722           | 1967 ± 20 jaar (0)        | 8° 15' 0" ZB, 118° 0' 0" OL    |
| Sangeang Api | Sangeang | complexe vulkaan   | 1.949           | 30 mei 2014 (?)           | 8° 11' 60" ZB, 119° 4' 12" OL  |
| Wai Sano     | Flores   | caldera            | 903             | onbekend                  | 8° 43' 12" ZB, 120° 1' 12" OL  |
| Poco Leok    | Flores   | onbekend           | 1.675           | onbekend                  | 8° 40' 48" ZB, 120° 28' 48" OL |
| Ranakah      | Flores   | lavakoepel         | 2.100           | maart 1991 (1)            | 8° 37' 12" ZB, 120° 31' 12" OL |
| Inierie      | Flores   | stratovulkaan      | 2.245           | -8050                     | 8° 52' 30" ZB, 120° 57' 0" OL  |
| Inielika     | Flores   | complexe vulkaan   | 1.559           | 11 januari 2001 (2)       | 8° 43' 48" ZB, 120° 58' 48" OL |
| Ebulobo      | Flores   | stratovulkaan      | 2.124           | 27 februari 1969 (2)      | 8° 49' 12" ZB, 121° 10' 48" OL |
| Iya          | Flores   | stratovulkaan      | 637             | 27 januari 1969 (3)       | 8° 53' 49" ZB, 121° 38' 42" OL |
| Sukaria      | Flores   | caldera            | 1.500           | onbekend                  | 8° 47' 31" ZB, 121° 46' 12" OL |
| Ndete Napu   | Flores   | fumarole           | 750             | onbekend                  | 8° 43' 12" ZB, 121° 46' 48" OL |
| Kelimutu     | Flores   | complexe vulkaan   | 1.639           | 3 juni 1968 (1)           | 8° 46' 12" ZB, 121° 49' 12" OL |
| Paluweh      | Palu'e   | stratovulkaan      | 875             | 3 februari 1985 (1)       | 8° 19' 12" ZB, 121° 42' 29" OL |
| Egon         | Flores   | stratovulkaan      | 1.703           | 6 februari 2005 (1)       | 8° 40' 12" ZB, 122° 27' 0" OL  |
| Ilimuda      | Flores   | stratovulkaan      | 1.100           | onbekend                  | 8° 28' 41" ZB, 122° 40' 16" OL |
| Lewotobi     | Flores   | stratovulkaan      | 1.703           | 4 november 2024 (?)       | 8° 32' 31" ZB, 122° 46' 30" OL |
| Leroboleng   | Flores   | complexe vulkaan   | 1.117           | 26 juni 2003 (3)          | 8° 21' 29" ZB, 122° 50' 31" OL |
| Riang Kotang | Flores   | fumarole           | 200             | onbekend                  | 8° 18' 0" ZB, 122° 53' 31" OL  |
| Iliboleng    | Flores   | stratovulkaan      | 1.659           | juni 1993 (1)             | 8° 20' 31" ZB, 123° 15' 29" OL |
| Lewotolo     | Flores   | stratovulkaan      | 1.423           | 15 december 1951 (2)      | 8° 16' 19" ZB, 123° 30' 18" OL |
| Ililabalekan | Lembata  | stratovulkaan      | 1.018           | onbekend                  | 8° 33' 0" ZB, 123° 22' 48" OL  |
| Iliwerung    | Lembata  | complexe vulkaan   | 1.018           | 29 november 2021 (0)      | 8° 31' 48" ZB, 123° 34' 12" OL |
| Batu Tara    | Komba    | stratovulkaan      | 748             | 1847 (2)                  | 7° 47' 31" ZB, 123° 34' 44" OL |
| Sirung       | Pantar   | complexe vulkaan   | 862             | 1970 (2)                  | 8° 30' 29" ZB, 124° 7' 48" OL  |
| Yersey       | -        | onderzeese vulkaan | −3.800          | onbekend                  | 7° 31' 48" ZB, 123° 57' 0" OL  |

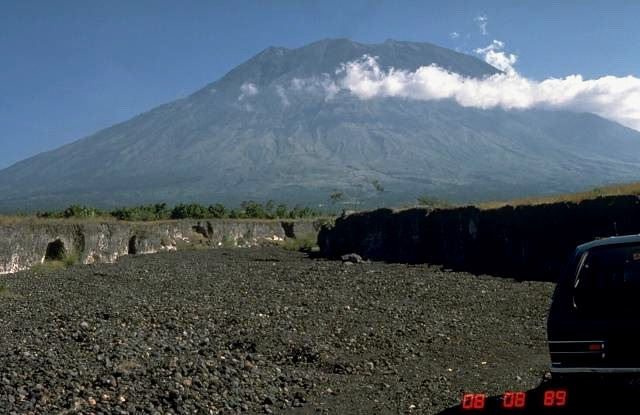
Agung op Bali
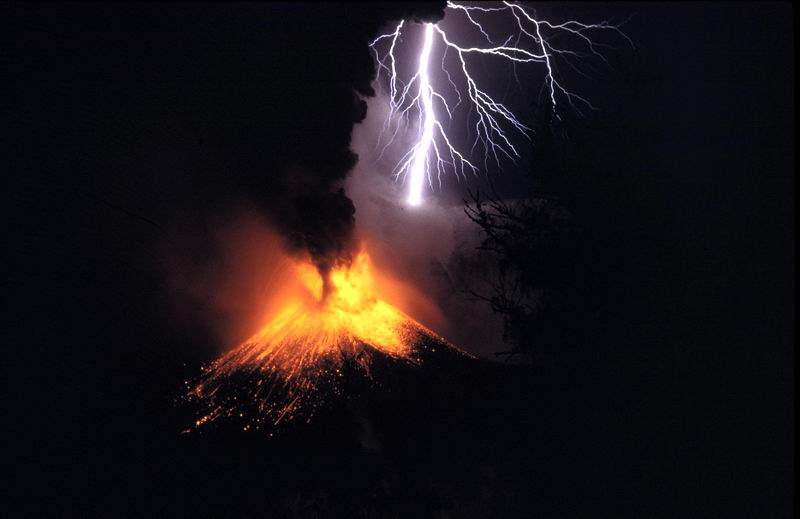
Eruptie van de Rinjani in 1984
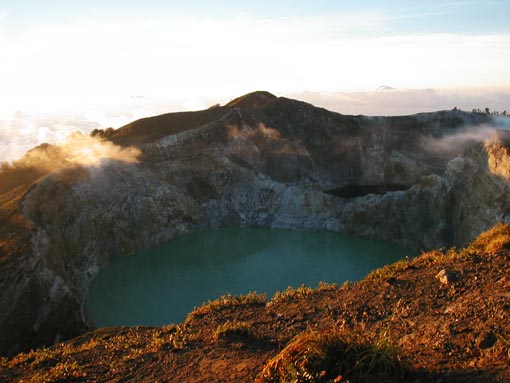
Een van de meren op de Kelimutu

### Bandazee
In de Bandazee, in het zuiden van de Molukse archipel bevindt zich een groep kleine eilanden. Onder de Bandazee komen sinds het Mesozoïcum drie grote tektonische platen samen: de Euraziatische, Pacifische en de Indo-Australische plaat. De vulkanen in de Bandazee vormen voornamelijk vulkanische eilanden, maar er zijn ook enige onderzeese vulkanen.
| Naam             | Vorm               | Hoogte (meters) | Laatste uitbarsting (VEI) | Coördinaten                    |
| ---------------- | ------------------ | --------------- | ------------------------- | ------------------------------ |
| Emperor of China | onderzeese vulkaan | −2.850          | onbekend                  | 6° 37' 12" ZB, 124° 13' 12" OL |
| Nieuwerkerk      | onderzeese vulkaan | −2.285          | onbekend                  | 6° 35' 60" ZB, 124° 40' 30" OL |
| Gunungapi Wetar  | stratovulkaan      | 282             | 1699 (3)                  | 6° 38' 31" ZB, 126° 39' 0" OL  |
| Wurlali          | stratovulkaan      | 868             | 3 juni 1892 (2)           | 7° 7' 30" ZB, 128° 40' 30" OL  |
| Teon             | stratovulkaan      | 655             | 3 juni 1904 (2)           | 6° 55' 12" ZB, 129° 7' 30" OL  |
| Nila             | stratovulkaan      | 781             | 7 mei 1968 (1)            | 6° 43' 48" ZB, 129° 30' 0" OL  |
| Serua            | stratovulkaan      | 641             | 18 september 1921 (2)     | 6° 17' 60" ZB, 130° 0' 0" OL   |
| Manuk            | stratovulkaan      | 282             | onbekend                  | 5° 31' 48" ZB, 130° 17' 31" OL |
| Banda Api        | caldera            | 640             | 9 mei 1988 (3)            | 4° 31' 30" ZB, 129° 52' 16" OL |

### Celebes en Sangihe-eilanden
De vorm van het eiland Celebes (Indonesisch Sulawesi) wordt gekenmerkt door vier schiereilanden. Het centrale deel is een hoog bergachtig gebied, voornamelijk van niet-vulkanische oorsprong. De actieve vulkanen van het eiland bevinden zich op het noordelijke schiereiland en strekken zich uit in noordelijke richting tot de Sangihe-eilanden, die de grens met de Filipijnen markeren.
| Naam           | Vorm               | Hoogte (meters) | Laatste uitbarsting (VEI) | Coördinaten                    |
| -------------- | ------------------ | --------------- | ------------------------- | ------------------------------ |
| Colo           | stratovulkaan      | 507             | 18 juli 1983 (4)          | 0° 10' 12" ZB, 121° 36' 29" OL |
| Ambang         | complexe vulkaan   | 1.795           | 1845 ± 5 jaar             | 0° 45' 0" NB, 124° 25' 12" OL  |
| Soputan        | stratovulkaan      | 1.784           | 3 oktober 2018            | 1° 6' 29" NB, 124° 43' 48" OL  |
| Sempu          | caldera            | 1.549           | onbekend                  | 1° 7' 48" NB, 124° 45' 29" OL  |
| Tondano        | caldera            | 1.202           | onbekend                  | 1° 13' 48" NB, 124° 49' 48" OL |
| Lokon-Empung   | stratovulkaan      | 1.580           | 15 juli 2011              | 1° 21' 29" NB, 124° 47' 31" OL |
| Mahawu         | stratovulkaan      | 1.324           | 16 november 1977 (0)      | 1° 21' 29" NB, 124° 51' 29" OL |
| Klabat         | stratovulkaan      | 1.995           | onbekend                  | 1° 28' 12" NB, 125° 1' 48" OL  |
| Tongkoko       | stratovulkaan      | 1.149           | 1880 (1)                  | 1° 31' 12" NB, 125° 12' 0" OL  |
| Ruang          | stratovulkaan      | 725             | 18 april 2024 (?)         | 2° 17' 60" NB, 125° 22' 12" OL |
| Karangetang    | stratovulkaan      | 1.784           | augustus 2007             | 2° 46' 48" NB, 125° 24' 0" OL  |
| Banua Wuhu     | onderzeese vulkaan | −5              | 18 juli 1919 (3)          | 3° 8' 17" NB, 125° 29' 28" OL  |
| Awu            | stratovulkaan      | 1.320           | 2 juni 2004 (2)           | 3° 40' 12" NB, 125° 30' 0" OL  |
| Submarine 1922 | onderzeese vulkaan | −5.000          | onbekend                  | 3° 58' 12" NB, 125° 10' 12" OL |

### Halmahera
Het eiland Halmahera, in het noorden van de Molukse archipel, is gevormd door de beweging van de drie tektonische platen waardoor twee elkaar kruisende bergketens zijn ontstaan die vier rotsachtige schiereilanden vormen, gescheiden door drie diepe inhammen. Aan de westkant van Halmahera strekt zich een vulkanische boog uit van noord naar zuid, met verschillende vulkanische eilanden, waaronder Ternate (met de Gamalamavulkaan) en Tidore. Ternate werd een belangrijk centrum voor de handel in specerijen toen de Portugezen er in 1512 een fort bouwden, dat later door de Nederlanders werd overgenomen. Dankzij haar positie als centrum van de specerijenhandel gedurende het tijdperk van de grote ontdekkingen, bestaan er historische verslagen van vulkaanuitbarstingen in Halmahera en omliggende eilanden die teruggaan tot het begin van de 16e eeuw.

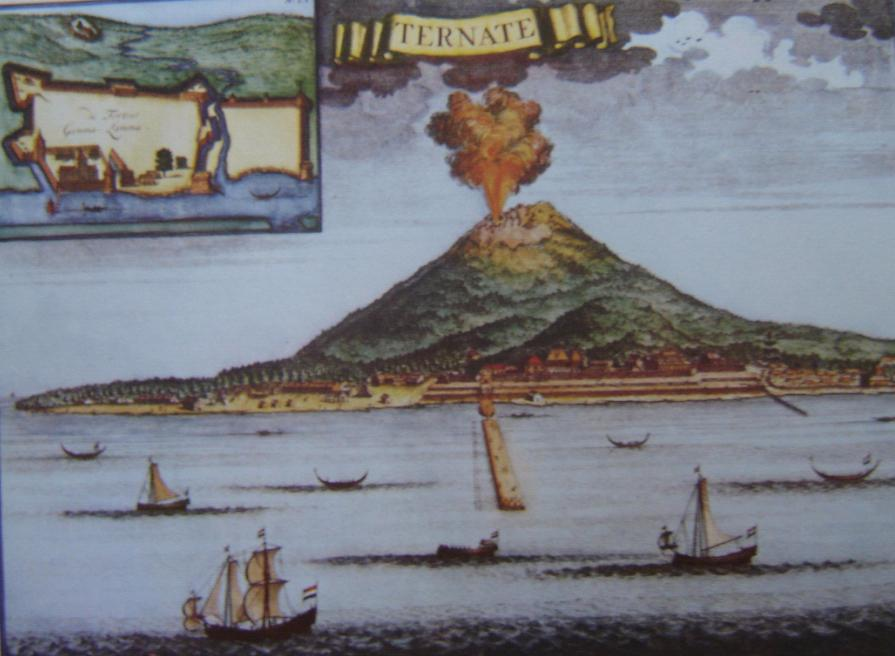
Afbeelding van het fort van Ternate en een eruptie van de Gamalama aan het begin van de jaren 1700.

| Naam        | Vorm                 | Hoogte (meters) | Laatste uitbarsting (VEI) | Coördinaten                    |
| ----------- | -------------------- | --------------- | ------------------------- | ------------------------------ |
| Tarakan     | Pyroclastische kegel | 318             | onbekend                  | 1° 49' 48" NB, 127° 49' 48" OL |
| Dukono      | complexe vulkaan     | 1.335           | 1933-2021 (3)             | 1° 40' 48" NB, 127° 52' 48" OL |
| Tobaru      | onbekend             | 1.035           | onbekend                  | 1° 37' 48" NB, 127° 40' 12" OL |
| Ibu         | stratovulkaan        | 1.325           | april 2008-2024 (1)       | 1° 29' 17" NB, 127° 37' 48" OL |
| Gamkonora   | stratovulkaan        | 1.635           | 9 juli 2007 (2)           | 1° 22' 48" NB, 127° 31' 48" OL |
| Todoko-Ranu | caldera              | 979             | onbekend                  | 1° 15' 0" NB, 127° 28' 12" OL  |
| Jailolo     | stratovulkaan        | 1.130           | onbekend                  | 1° 4' 48" NB, 127° 25' 12" OL  |
| Hiri        | stratovulkaan        | 630             | onbekend                  | 0° 54' 0" NB, 127° 19' 12" OL  |
| Gamalama    | stratovulkaan        | 1.715           | 31 juli 2003 (2)          | 0° 48' 0" NB, 127° 19' 48" OL  |
| Tidore      | stratovulkaan        | 1.730           | onbekend                  | 0° 39' 29" NB, 127° 24' 0" OL  |
| Mare        | stratovulkaan        | 308             | onbekend                  | 0° 34' 12" NB, 127° 24' 0" OL  |
| Moti        | stratovulkaan        | 950             | onbekend                  | 0° 27' 0" NB, 127° 24' 0" OL   |
| Makian      | stratovulkaan        | 1.357           | 29 juli 1988 (3)          | 0° 19' 12" NB, 127° 24' 0" OL  |
| Tigalalu    | stratovulkaan        | 422             | onbekend                  | 0° 4' 12" NB, 127° 25' 12" OL  |
| Amasing     | stratovulkaan        | 1.030           | onbekend                  | 0° 31' 48" ZB, 127° 28' 48" OL |
| Bibinoi     | stratovulkaan        | 900             | onbekend                  | 0° 46' 12" ZB, 127° 43' 12" OL |

## Belangrijkste vulkaanuitbarstingen
Hieronder volgt een lijst van de belangrijkste vulkaanuitbarstingen in Indonesië, chronologisch geordend op aanvangsdatum van de eruptie. Alleen vulkaanuitbarstingen met een waarde van 3 of hoger op de VEI-schaal zijn in de lijst opgenomen, met opgave van dodelijke slachtoffers en bronnen. Kleinere vulkaanuitbarstingen zijn alleen opgenomen als deze dodelijke slachtoffers tot gevolg hadden.
| Begin van eruptie | Vulkaan       | Einde van eruptie | VEI | Kenmerken         | Tsunami        | Tefravolume     | Doden                                      | Bronnen             |
| ----------------- | ------------- | ----------------- | --- | ----------------- | -------------- | --------------- | ------------------------------------------ | ------------------- |
| 21 december 2018  | Anak Krakatoa | 10 januari 2019   | 4   | cv,se,pf,fa,lm,cc | 1–2 m          | N/A             | 437                                        | [ 22 ] [ 23 ]       |
| 13 februari 2014  | Kelud         | 15 februari 2014  | 4   | cv,cl,pf,ph,ld,lm | nee            | 0,16 km³        | 4                                          | [ 24 ]              |
| 3 november 2010   | Merapi        | 8 november 2010   | 4   | cv,pf,ld,lm       | nee            | N/A             | 353                                        | [ 5 ]               |
| 10 februari 1990  | Kelud         | maart 1990        | 4   | cv,cl,pf,ph,ld,lm | nee            | 0,13 km³        | 35                                         | [ 25 ]              |
| 18 juli 1983      | Colo          | december 1983     | 4   | cv,pf,ph          | nee            | N/A             | 0                                          | [ 25 ]              |
| 5 april 1982      | Galunggung    | 8 januari 1983    | 4   | cv,pf,lf,lm       | nee            | 0,37 km³ +      | 68                                         | [ 26 ] [ 27 ]       |
| 6 oktober 1972    | Merapi        | maart 1985        | 2   | cv,pf,lf,ld,lm    | nee            | 0,021 km³       | 29                                         | [ 5 ]               |
| 26 april 1966     | Kelud         | 27 april 1966     | 4   | cv,cl,pf,lm       | nee            | 0,089 km³       | 212                                        | [ 25 ]              |
| 17 maart 1963     | Agung         | 27 januari 1964   | 5   | cv,pf,lf,lm       | nee            | 1 km³           | 1.148                                      | [ 28 ]              |
| 31 augustus 1951  | Kelud         | 31 augustus 1951  | 4   | cv,cl,pf,lm       | nee            | 0,2 km³         | 7                                          | [ 25 ]              |
| 25 november 1930  | Merapi        | september 1931    | 3   | cv,rf,pf,lf,ld,lm | nee            | 0,0017 km³      | 1.369                                      | [ 5 ]               |
| 19 mei 1919       | Kelud         | 20 mei 1919       | 4   | cv,cl,pf,lm       | nee            | 0,19 km³        | 5.110                                      | [ 25 ]              |
| 7 juni 1892       | Awu           | 12 juni 1892      | 3   | cv,pf,lm          | ja             | N/A             | 1.532                                      | [ 29 ]              |
| 26 augustus 1883  | Krakatau      | februari 1884     | 6   | cv,se,pf,fa,lm,cc | 15–42 m        | 5–8.5 km³       | 36.600                                     | [ 1 ] [ 28 ] [ 30 ] |
| 15 april 1872     | Merapi        | 21 april 1872     | 4   | cv,pf             | nee            | 0,33 km³        | 200                                        | [ 5 ]               |
| 2 maart 1856      | Awu           | 17 maart 1856     | 3   | cv,pf,lm          | ja             | 0,51 ± 0,50 km³ | 2.806                                      | [ 29 ]              |
| 8 oktober 1822    | Galunggung    | december 1822     | 5   | cv,pf,ld,lm       | nee            | 1 km³ +         | 4.011                                      | [ 25 ]              |
| 10 april 1815     | Tambora       | 15 juli 1815      | 7   | cv,pf,cc          | 1–2 m          | 160 km³         | 71.000+                                    | [ 3 ] [ 31 ]        |
| 6 augustus 1812   | Awu           | 8 augustus 1812   | 4   | cv,pf,lm          | nee            | 0,55 ± 0,50 km³ | 963                                        | [ 29 ]              |
| 12 augustus 1772  | Papandayan    | 12 augustus 1772  | 3   | cv,ph             | nee            | N/A             | 2.957                                      | [ 32 ]              |
| 4 augustus 1672   | Merapi        | onbekend          | 3   | cv,pf,lm          | nee            | N/A             | 3.000                                      | [ 5 ]               |
| 1586              | Kelud         | onbekend          | 5   | cf,cl,lm          | nee            | 1 km³ +         | 10.000                                     | [ 25 ]              |
| september 1257    | Samalas       | onbekend          | 7   |                   |                |                 |                                            | [ 33 ]              |
| ≈ 74.000 BP       | Toba          | onbekend          | 8   | pf,lf,cc          | waarschijnlijk | 2.800 km³       | Mogelijk bijna uitsterven gehele bevolking | [ 2 ]               |

Betekenis afkortingen in de kolom "Kenmerken": cv=central vent eruption, pf=pyroclastic flows, lf=lava flows, lm=lahar mudflows, cl=crater lake eruption, ph=phreatic eruption, ld=lava dome extrusion, cc=caldera collapse, se=submarine eruption, fa=fumarole activity, rf=radial fissure eruption.